# ریویز
ریویز (به لاتین: Rejvíz) یک منطقهٔ مسکونی در جمهوری چک است که در Zlaté Hory واقع شده‌است. ریویز ۹٫۱۴ کیلومتر مربع مساحت و ۶۶ نفر جمعیت دارد و ۷۸۰ متر بالاتر از سطح دریا واقع شده‌است.